# Kamov

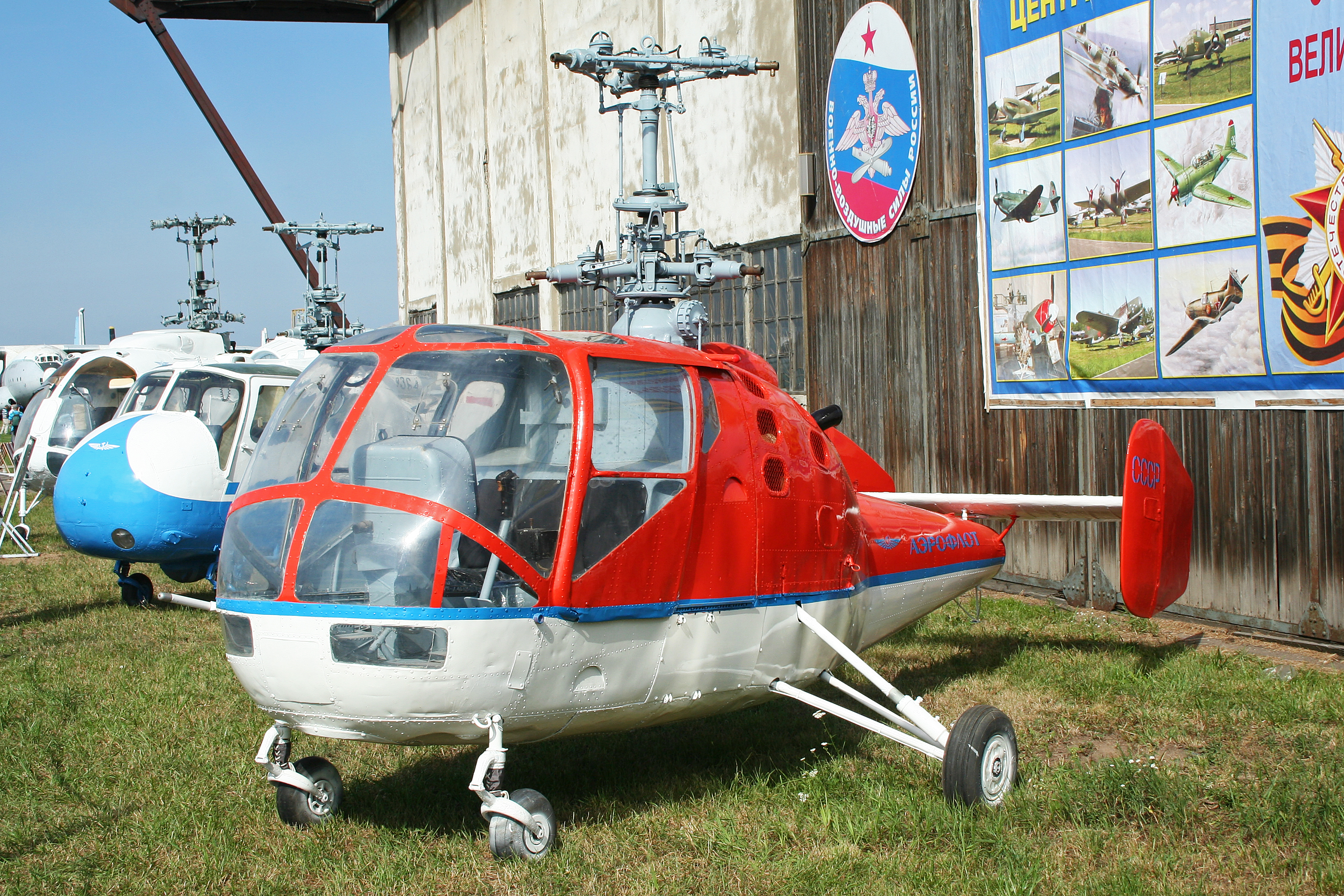
de Kamov Ka-15 Hen

Kamov (Russisch: Фирма Камов, Firma Kamow) is een Russische helikopterbouwer.
Nikolaj Kamov begon met het bouwen van zijn eerste rotorvliegtuig in 1929, samen met N.K. Skrzjinski. Tot aan de jaren 40 bouwden ze meerdere autogiro's, waaronder de A-7-3, de enige bewapende die ook ooit oorlog zou meemaken.
Sindsdien heeft Kamov (met fabrikantaanduiding Ka) zich gespecialiseerd in compacte helikopter met een coaxiaal rotorontwerp, geschikt voor maritieme operaties en high-speedoperaties.
Kamov is in 2006 gefuseerd met Mil en Rostvertol tot Oboronprom. De naam Kamov is gebleven, maar overlappende productielijnen zijn afgestoten.

## Producten
De namen beginnend met een H is de NAVO-codenaam voor het model.
- Kamov Ka-8 Vertolet
- Kamov Ka-10 Hat
- Kamov Ka-15 Hen
- Kamov Ka-18 Hog
- Kamov Ka-20 Harp
- Kamov Ka-22 Vintokryl / Hoop
- Kamov Ka-25 Hormone
- Kamov Ka-26 Hoodlum-A
- Kamov Ka-27 Helix
- Kamov Ka-28 Helix (export versie van de Ka-27)
- Kamov Ka-29 Helix (militaire transportversie van de Ka-27)
- Kamov Ka-31 (Verkenningsversie van de Ka-27)
- Kamov Ka-32 (civiele versie van de Ka-27)
- Kamov Ka-37 (onbemande helikopter met coaxiale rotor, ontwikkeld i.s.m. Daewoo)
- Kamov Ka-40 (exportversie van de Ka-50)
- Kamov Ka-50 Hokum-A (ook bekend als Werewolf en Black Shark)
- Kamov Ka-52 Alligator
- Kamov Ka-60 (heeft een normale rotorconfiguratie, dus met een staartrotor)
- Kamov Ka-62 (heeft een normale rotorconfiguratie, dus met een staartrotor)
- Kamov Ka-116 Hoodlum-B (ontwikkeld uit de Ka-26, maar dan met turbine motoren)
- Kamov Ka-118 (NOTAR (NO TAil Rotor) ontwikkeling)
- Kamov Ka-126 (variant van de Ka-26 met enkele motor)
- Kamov Ka-128 (verbeterde Ka-26)
- Kamov Ka-136
- Kamov Ka-226 (Gasturbine aangedreven variant van de Ka-26, gebouwd onder licentie in Roemenië)